# СЦ Милан Гале Мушкатировић
Спортски центар Милан Гале Мушкатировић (скраћено: СЦ Милан Гале Мушкатировић; пун назив: Спортско-рекреативно-пословни центар Милан Гале Мушкатировић, скраћено: СРПЦ Милан Гале Мушкатировић) је спортски центар у Београду, Србија. Налази се на адреси Тадеуша Кошћушка 63, на општини Стари град. Комплекс је смештен на једном од најлепших делова Дорћола, на обали Дунава, у непосредној близини ушћа Саве у Дунав и Калемегданске тврђаве, са погледом на Велико ратно острво.

## Историја
Први објекат овог спортског центра био је базен 25. мај изграђен 1973. године за потребе првог Светског првенства у спортовима на води. Зграда је наменски грађена и представља својеврсно архитектонско ремек-дело тог времена. Име је објекту дато у част празника Дан младости, који се славио 25. маја, на дан рођендана тадашњег председника СФРЈ, Јосипа Броза Тита.
Направљен је као симбол вере у будућност и спортски дух и убрзо је постао незаобилазно место и омиљени базен на којем су генерације Београђана училе да пливају.
Од 2005. године спортски центар носи ново име, „Милан Гале Мушкатировић”, у част легенде српског ватерпола Милана Мушкатировића — Галета.
Године 2011. Градска општина Стари град је, у сарадњи са Градом и државом Србијом спровела пројекат детаљне реконструкције целог објекта, базена и пратећих простора. На тај начин је Спортски центар Милан Гале Мушкатировић постао најсавременији спортски центар у земљи.

## Спортско—рекреативни садржаји у центру
СРПЦ Милан Гале Мушкатировић данас има богату понуду садржаја за професионалне спортисте и рекреативце:
- три отворена базена (олимпијски базен за међународна такмичења, рекреативни базен са елементима аквапарка и дечији базен намењен најмлађим посетиоцима),
- затворени олимпијски базен и мали базен,
- саунски блок са финским саунама, инфрацрвеном сауном и тепидаријумом,
- теретана,
- велика спортска сала за дворанске спортове.[1]

У оквиру комплекса налазе се и терени за тенис, кошарку, одбојку и рукомет.

## Манифестације
На базенима и теренима Спортског центра Милан Гале Мушкатировић одржавају се бројне спортске манифестације. Неке од њих су:
- Меморијални турнир „Дарко Чукић” - међународно такмичење
- Светско првенство у пливању перајима и брзинском роњењу за сениоре (2018)[2]
- Трофеј Београда - међународно пливачко такмичење
- Летња лига Београда[3]
- Летња Мала лига Београда[4]
- Државно првенство у синхроном пливању[5]
- Synchro Open Стари Град
- Отворено првенство Србије у тенису (Serbia Open)[6]
- Тениска такмичења током Летње универзијаде 2009.

## Галерија
- Мали унутрашњи базен
- Спољашњи олимпијски базен (десно) и базен за децу у позадини
- Поглед на Спортски центар са Дунава
- Зграда Спортског центра
- Зграда Спортског центра
- Зграда Центра
- Спомен плоча на објекту има латинични текст (мешавина екавице и ијекавице) у којем Тито изражава своје задовољство због отварања објекта
- Поглед на Панчевачки мост